# Pointe Soldat
La pointe Soldat est un cap de Guadeloupe appartenant administrativement à Deshaies.

## Géographie
Il se situe entre la pointe Batterie et la pointe du Morne aux Fous. La pointe Soldat et cette dernière forment l'anse des Fous bordée par le morne aux Fous,.
La pointe Paul Thomas marque la limite de la zone naturelle d'intérêt écologique, faunistique et floristique de Morne aux Fous qui s'étend de celle-ci à la pointe Batterie

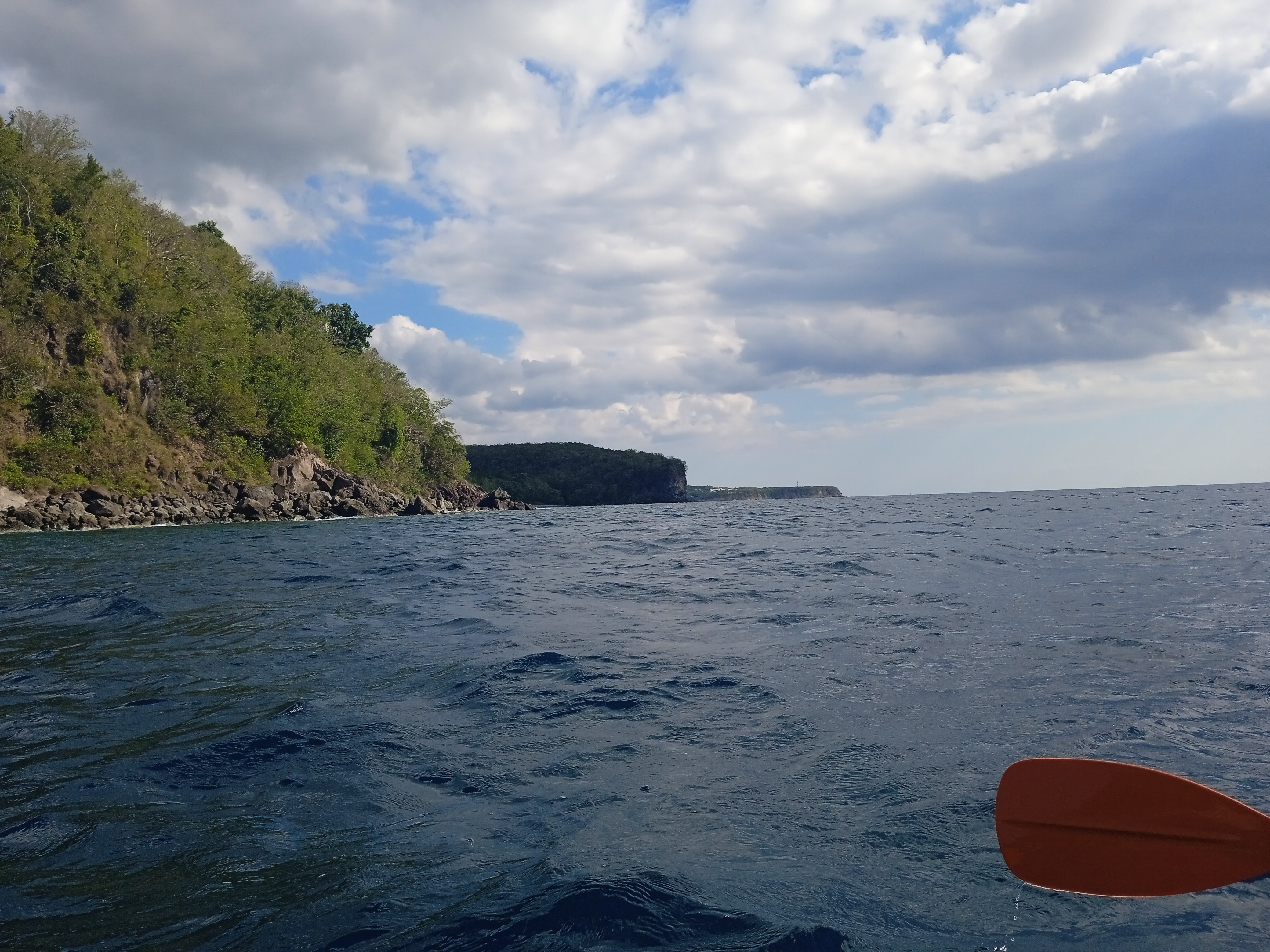
Pointe Batterie, pointe du Morne aux Fous et pointe Soldat.
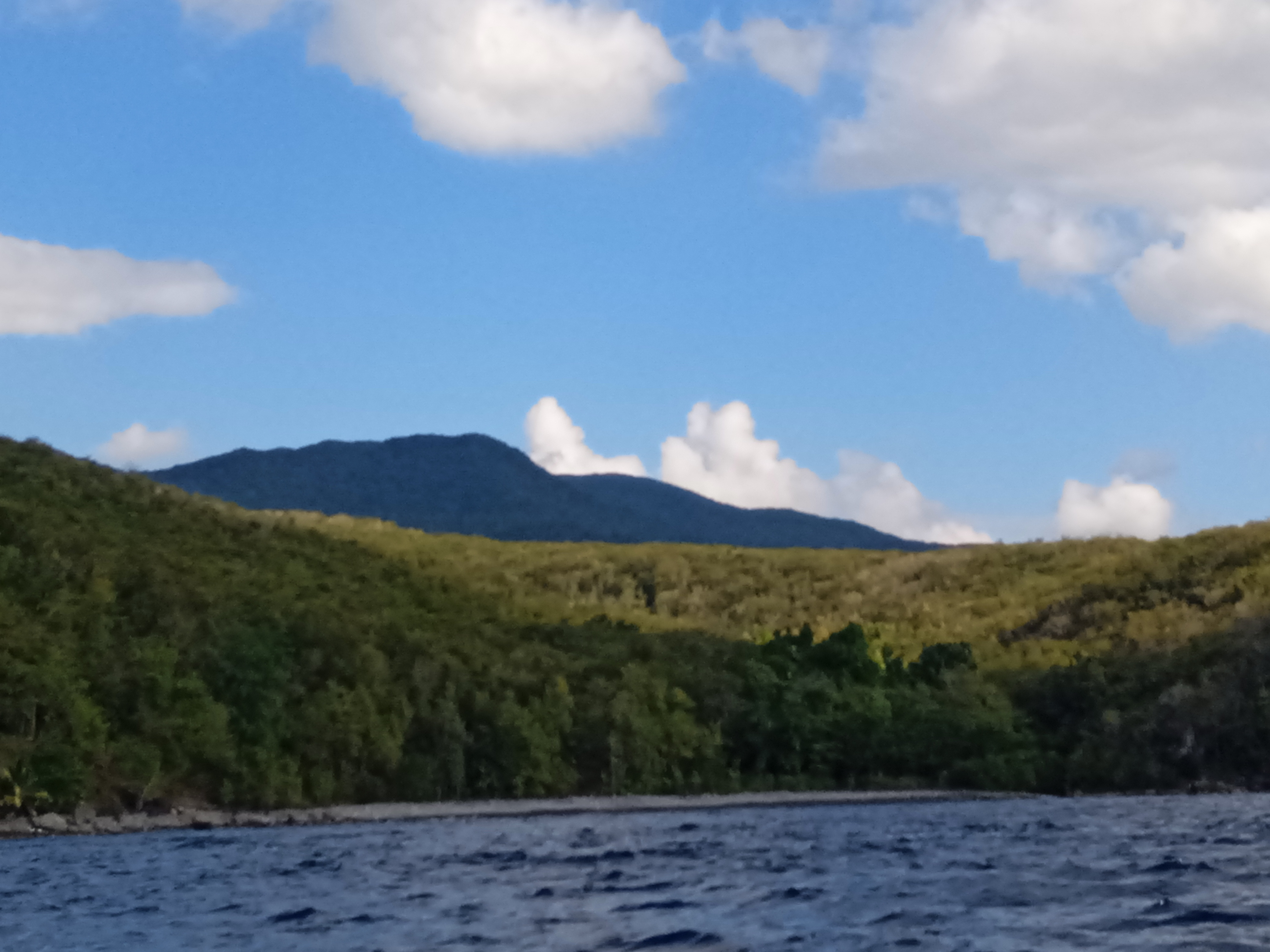
Anse des Fous et morne aux Fous.
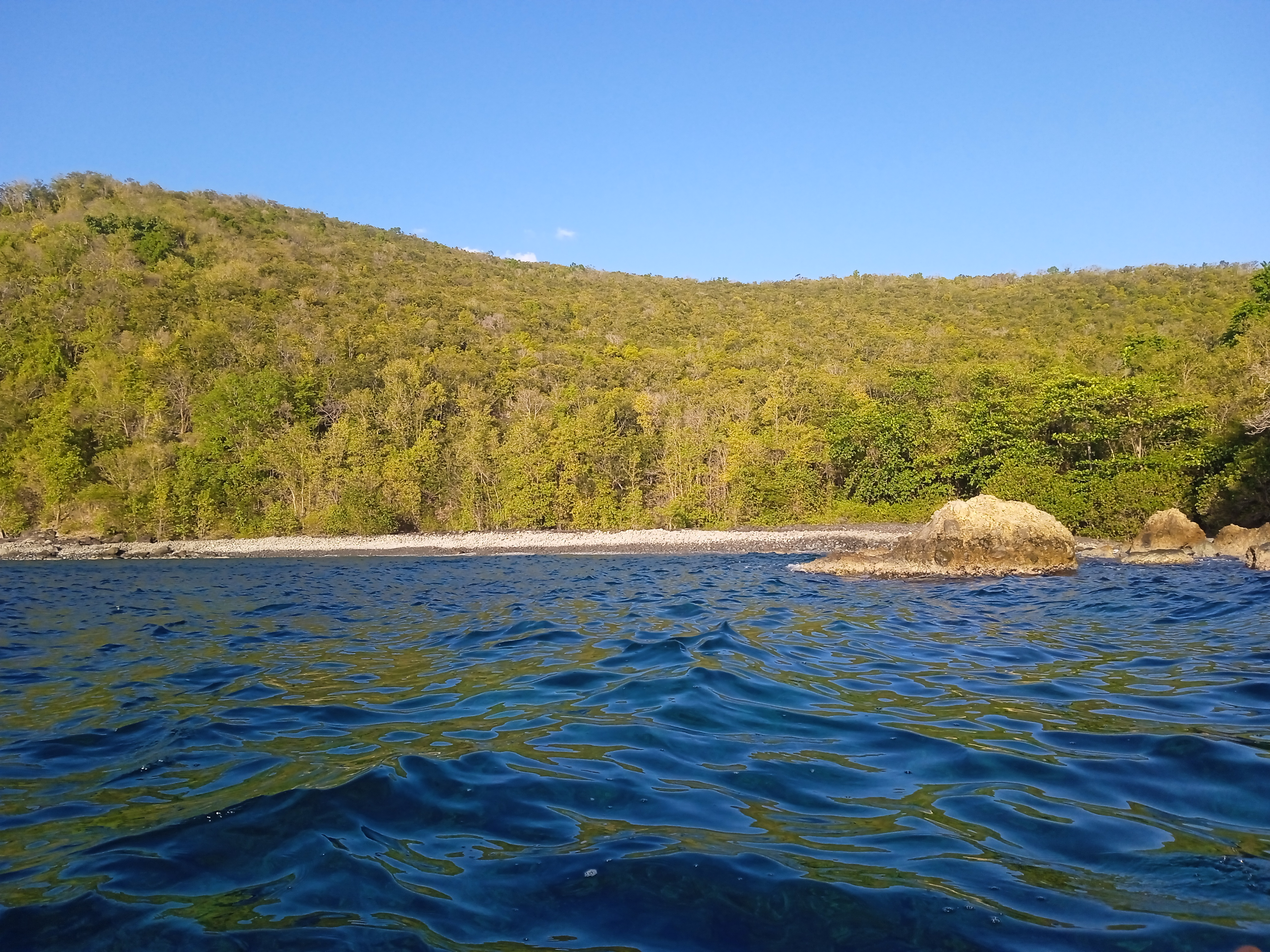
Anse des Fous.

## Histoire
Il s'agit d'une ancienne batterie militaire du XVIIIe siècle dont il ne reste aucun vestige.